# L'Aiguillon-la-Presqu'île
L'Aiguillon-la-Presqu'île è un comune francese di 2.808 abitanti situato nel dipartimento della Vandea nella regione dei Paesi della Loira. È stato istituito il 1 gennaio 2022 dalla fusione dei precedenti comuni di L'Aiguillon-sur-Mer e La Faute-sur-Mer.